# Plumstead
Plumstead è un quartiere del borgo metropolitano di Greenwich, a Londra. Fu fondato nel 960 e contava 47 145 abitanti nel 2001.

## Storia
Per un millennio Plumstead fu una parrocchia del Kent nella diocesi di Rochester. Parte della centena dell’abbazia di Lesnes, fu solo con la costituzione del Metropolitan Board of Works che venne coinvolta nelle vicende della capitale, e in questo quadro fu messa a capo di un distretto comprendente anche Charlton, Eltham, Kidbrooke e Lee. Con la riforma amministrativa del 1900 della Contea di Londra, creata undici anni prima, Plumstead fu aggregata al borgo metropolitano di Woolwich, che a sua volta nel 1965 trovò la sua attuale collocazione nel borgo londinese di Greenwich.